# Varsi
Varsi (emilián nyelven Värz) település Olaszországban, Emilia-Romagna régióban, Parma megyében. Lakosainak száma 1123 fő (2023. január 1.). Varsi Bore, Valmozzola, Bardi, Solignano és Varano de’ Melegari községekkel határos.

## Népesség
A település lakossága az elmúlt években az alábbi módon változott:
| Lakosok száma | 1205 | 1209 | 1123 |
|               | 2017 | 2018 | 2023 |